# Adelophryne adiastola
Adelophryne adiastola és una espècie d'amfibi que viu a Colòmbia, Perú i, possiblement també, al Brasil.